# Liste de jeux vidéo Rambo
Pour les articles homonymes, voir Rambo.
La liste de jeux vidéo Rambo répertorie les jeux vidéo basés sur la série de films initiée par le film Rambo.

## Jeux
- 1985 : Rambo (Pack-In-Video, MSX)
- 1985 : Rambo: First Blood Part II (Mindscape, MS-DOS)
- 1986 : Rambo (1985 video game) (en) (Ocean Software, C64, Amstrad CPC et ZX Spectrum)
- 1986 : Rambo: First Blood Part II (Master System video game) (en) (Sega, Master System, NES[2],[3])
- 1988 : Rambo 3 (Ocean Software, micro-ordinateurs 8 et 16 bits)
- 1988 : Rambo 3 (Sega, Master System). Il s'agit d'un jeu de tir compatible avec le Light Phaser Gun.
- 1989 : Rambo 3 (Sega, Mega Drive)
- 1989 : Rambo 3 (Taito, borne d'arcade)
- 2005 : Rambo (Cybiko et In-Fusio, téléphone mobile)
- 2012 : Rambo ( Windows, Xbox 360 et PlayStation 3)